# Мирошниченко, Тимур Валерьевич
Тимур Валерьевич Мирошниченко (укр. Тімур Валерійович Мірошниченко; род. 9 марта 1986, Киев) — украинский комментатор, журналист и ведущий. Лауреат премии «Celebrity Awards 2020» в номинации «Телеведущий года».

## Биография
C 1992 по 2002 год учился в гимназии «Троещина», которую окончил с золотой медалью. 
С 2002 по 2007 годы учился в Национальном авиационном университете на специальности «психология». Во время обучения в университете играл в КВН. 
В 2008 году — студент «режиссуры телевидения» в Киевском национальном университете театра, кино и телевидения имени И. К. Карпенко-Карого. 
С сентября 2019 года — по апрель 2022 года — ведущий программы «Звёздный путь» на телеканале «Украина».
В 2021 году был назначен ведущим второго сезона песенного шоу «Маскарад».
С сентября 2024 года ведущий интеллектуального шоу «Клуб 1%» на телеканале 1+1.

## Евровидение
Начиная с 2005 года, работает на Первом Национальном и комментирует конкурсы Евровидения. 
В 2009 году был ведущим Детского Евровидения, вместе с Ани Лорак. 

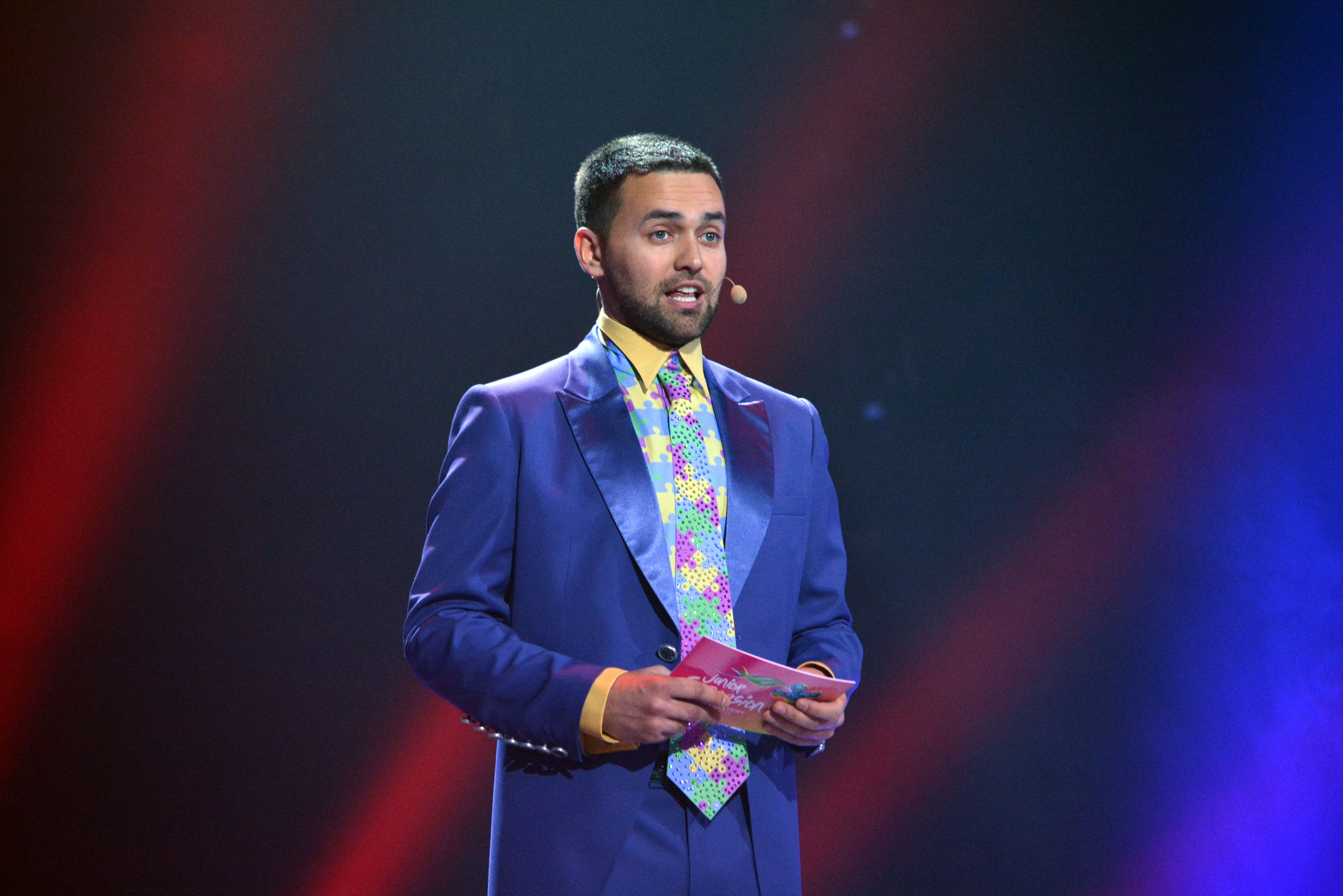
Тимур Мирошниченко на генеральной репетиции Детского Евровидения 2013

Во время Евровидения 2011 в первом полуфинале в начале выступления представительницы Норвегии Стеллы Мванги Тимур нецензурно выразился в сторону технической службы. В начале полуфинала много стран испытывало проблемы со звуком и Украина не стала исключением. Вот как прокомментировал это сам Тимур: 

Во время трансляции «Евровидения» у нас сразу же начались проблемы. Когда мы говорили приветственный текст, нам в уши кричали «Почему вы молчите?», «Почему вы не говорите?». Мы игнорировали, продолжали говорить весь текст до начала песни первого исполнителя — Польши. Мы отработали весь эпизод до конца, делали все правильно, при этом в уши нам кричали, что нас не слышно. Если вы все представите, как это, когда ты говоришь, а тебе в уши что-то кричат, вы поймете, как это сложно. Плюс, параллельно я пытался достучаться до технических служб «Евровидения». Был очень напряженный момент. Эмоции зашкаливали.
В 2013 году вёл Детское Евровидение, вместе со Златой Огневич. 
В мае 2017 года совместно с Александром Скичко и Владимиром Остапчуком был ведущим Евровидения 2017, которое проходило в Киеве.
В 2022 году комментировал Евровидение 2022 из бомбоубежища, в связи с вторжением России на Украину.

## Съёмки в клипах
- 2017 — Павло Зибров — «Викраду»[9]
- 2017 — Selfy — «Гаджеты»
- 2020 — Мила Нитич — «Любовь-коррида»

## Награды
- Лауреат премии «Celebrity Awards 2020» в номинации «Телеведущий года».[1]

## Личная жизнь
Женат. 18 июня 2018 родилась дочь Мия. 19 января 2020 родился сын Марко.